# Canon EOS-1D C
Canon EOS-1D C — профессиональный цифровой зеркальный фотоаппарат семейства Canon EOS с 18,1 Мп сенсором. Представлен 12 апреля 2012 года, ещё до появления Canon EOS-1D X в продаже, и вместе с EOS-1D X объединил сразу две линейки: репортёрскую EOS 1D и студийную полнокадровую EOS 1Ds. Основным отличием 1D C от 1D X стала возможность съёмки видео в формате 4K (с разрешением 4096 × 2160).
Начало продаж фотоаппарата было намечено на март 2013 года, предварительно объявленная стоимость — 15000 долларов США (в отличие от объявленной стоимости Canon EOS-1D X в 6800 долларов США).
В камере применена полнокадровая КМОП-матрица формата (36 × 24 мм) с эффективным разрешением 18,1 млн пикселей. Это позволило обеспечить более быстрый съём данных с матрицы и увеличить светочувствительность, но отчасти только для фотографий. Во время записи видео с разрешением 4K (4096 х 2160 пикселей) изображение формируется с помощью функции кадрирования: из центра полнокадрового сенсора считывается часть изображения размером APS-H — используется часть фотосенсора с линейными размерами в 1,3 раза меньшими, чем у 35-мм кадра, что приводит в свою очередь к кроп-фактору, также с коэффициентом 1,3. Позволяет во время записи с частотой в 24р или 25р без даунскейлинга в Motion JPEG выводить несжатый видеосигнал в разрешении до Full HD (1920 x 1080) в формате 8-бит YCbCr 4:2:2 по интерфейсу HDMI. Прямая запись на карты CF возможна в 8-бит 4:2:0 MPEG-4 AVC/H.264 IBP или ALL-I.
В ноябре 2013 года Canon объявила, что 1D C стала первой DSLR-камерой, получившей сертификат HD Tier 1 Европейского вещательного союза и признанной пригодной для ТВ-вещания в HD.

## Отличия от EOS 1D X, 1D X Mark II
| Характеристика                    | EOS-1D X                                                  | EOS 1D C                                                  | EOS-1D X Mark II                                          |
| --------------------------------- | --------------------------------------------------------- | --------------------------------------------------------- | --------------------------------------------------------- |
| Размер фотосенсора                | 36×24 мм                                                  | 36×24 мм                                                  | 36×24 мм                                                  |
| Разрешение фотосенсора            | 18,1 Мп                                                   | 18,1 Мп                                                   | 20,2 Мп                                                   |
| Процессор                         | Два процессора Digic 5+                                   | Два процессора Digic 5+                                   | Два процессора Digic 6+                                   |
| Диапазон чувствительности ISO     | 100—51200 (50-204800)                                     | 100—51200 (50-204800)                                     | 100—51200 (50-409600)                                     |
| Скорость съемки, кадров в секунду | 12 (14 с поднятым зеркалом, без экспозамера и автофокуса) | 12 (14 с поднятым зеркалом, без экспозамера и автофокуса) | 14 (16 с поднятым зеркалом, без экспозамера и автофокуса) |
| Режим автофокуса                  | покадровый и следящий AI Servo                            | покадровый и следящий AI Servo                            | Покадровый и следящий Al Servo AF III+                    |
| Аккумулятор                       | LP-E4N                                                    | LP-E4N                                                    | LP-E19                                                    |
| Съемка видео                      | 1920x1080, 30p                                            | 4096x2160, 25p                                            | 4096x2160, 60p                                            |
| Карты памяти                      | CompactFlash Type II                                      | CompactFlash Type II                                      | CompactFlash Type II CFast 2.0                            |

## Комплект поставки
- Крышка байонета (корпуса камеры) Eyecup Eg
- Литиевый аккумулятор LP-E4N
- Зарядное устройство LC-E4N
- Заглушка для кабеля Cable Protector и заглушка Clamp
- Кабель AV-стерео (тюльпан) AVC-DC400ST
- USB-кабель IFC-200U
- Широкий ремень Wide Strap L7
- Диск с ПО EOS Digital Solution Disk
- Руководство пользователя[6]

## Особенности модели

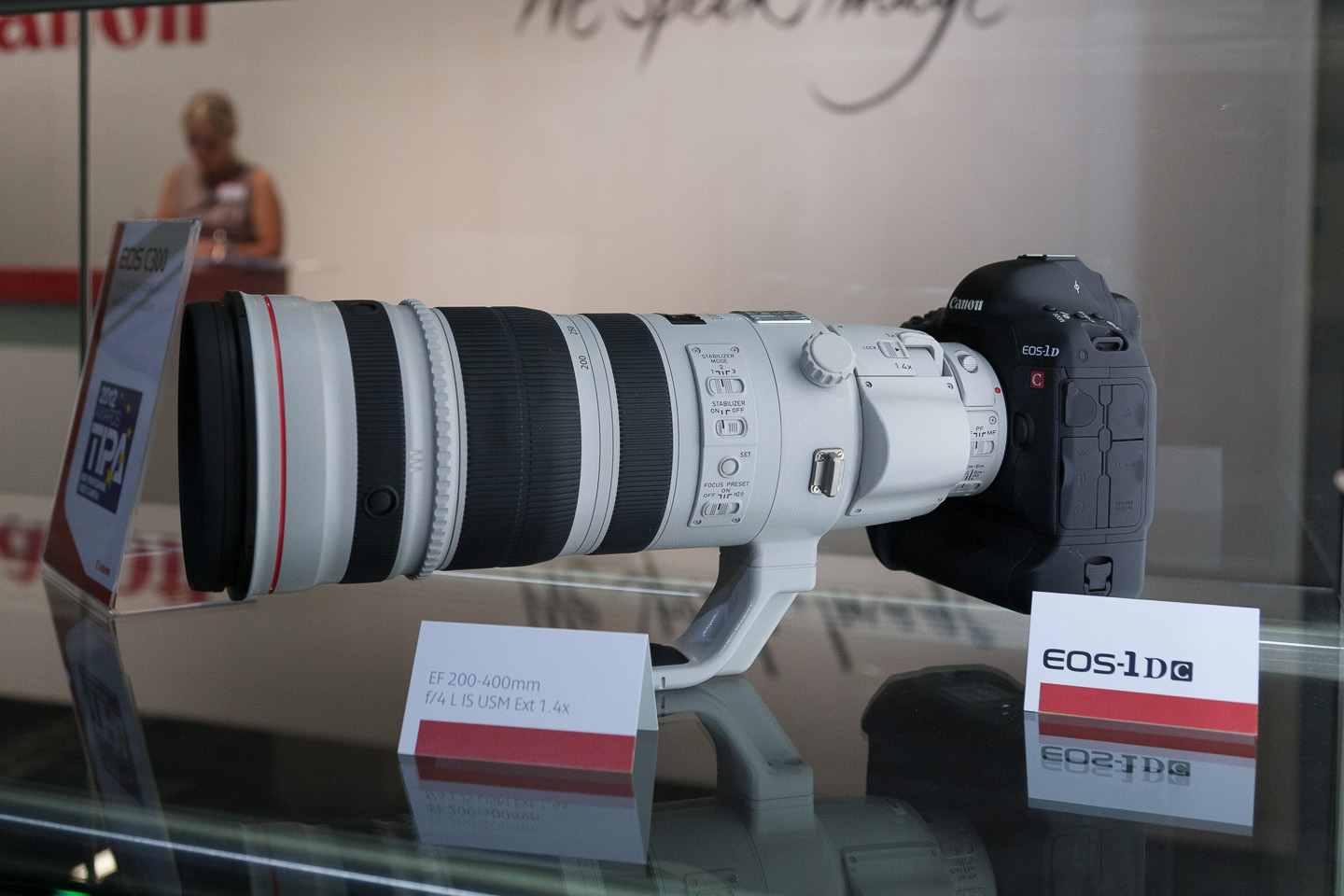
Canon EOS-1D C с объективом Canon EF 200—400 мм f/4 L IS USM и экстендером Canon 1.4x

Совместно с Canon EOS-1D C можно использовать более 60 объективов из линейки Canon EF, при этом поддерживается логарифмическая гамма-коррекция Canon Log Gamma для расширения динамического диапазона записываемого материала, что позволяет на этапе продакшена сохранить большее количество информации в самых светлых и самых тёмных участках изображения, а на этапе постпродакшена производить более качественную цветокоррекцию материала.
Расширенный диапазон чувствительности ISO от 50 до 204800 единиц может устанавливаться автоматически или вручную, что позволяет вести съёмку как при ярком солнце, так и при практически полной темноте.
Имеется функция зеркалирования изображения на основном ЖК-экране при передаче сигнала по HDMI, что позволяет удобно совместно работать оператору и фокус-пуллеру или одному оператору во время трансляций. Дополнительными преимуществами во время съёмки являются наличие микрофонного входа Jack 3,5 мм и выхода на наушники Jack 3,5 мм.
В 1D C используется тот же аккумулятор, что и в 1D X, LP-E4N. Как и во всех других полнокадровых цифровых зеркальных полнокадровых камерах Canon, в 1D C нет встроенной вспышки, на её месте располагается разъём для подключения микрофона.
ПО EOS Utility и Picture Style Editor позволяют пользователю настраивать камеру и управлять ей удалённо с помощью компьютера через USB-кабель или сетевой Ethernet-кабель.
Как в Canon EOS 5D Mark III и Canon EOS-1D X имеется 61-точеная система автофокусировки, а также 100-килопиксельный сенсор для матричного режима измерения экспозиции по 252 зонам, дополненного системой обнаружения лиц. Видоискатель имеет увеличение 0,76х со 100 % охватом кадра.
Беспроводной передатчик файлов WFT-E6 (имеются версии A, B, C, D и E) позволяет по беспроводному каналу управлять камерой, передавать файлы на компьютер по FTP, на DLNA-совместимые телевизоры. А также позволяет запускать съёмку на ведомых камерах и обмениваться данными с устройствами GPS посредствомBluetooth версии v2.1 +EDR.

## Конкуренты
- Canon EOS-1D X Mark II — $5999
- Nikon D4S — $5996,95
- Nikon D5 — $6496,95
- Blackmagic Design URSA 4.6K — $6995
- Canon EOS C300 — $6999
- Sony PXW-FS7 — $7999

## Известные проблемы
Отзыву или бесплатному гарантийному ремонту подлежат камеры со следующими известными дефектами:
- автофокусировка выполняется, но фиксации автофокуса на объекте съемки не происходит
- изображение в видоискателе выглядит «размытым» или «нечетким»

Причиной таких проблем может являться неравномерность нанесения смазки на приводной механизм. Это относится к камерам, имеющим в серийном номере шестую цифру слева «1». При этом следует проверить наличие метки на батарейном отсеке: метка «A» или чёрная метка на серебряном креплении. Если отсек аккумулятора камеры содержит одну из таких меток, в камере не может возникнуть описанная выше неполадка и камера не нуждается в ремонте. Смазка при производстве была нанесена правильно.

## Цена
Камера была анонсирована с ценой в $15000. 1 февраля 2015 года Canon снизила цену EOS-1D C на $4000 от ранее установленной цены в $11999. Новая рекомендованная стоимость составила $7999.

## Преимущества
Canon EOS-1D C стала первой DSLR-камерой способной снимать видео в 4K. Байонет Canon EF обусловил широкую совместимость с большим количеством объективов.

## Недостатки
Основным конкурентным недостатком является цена камеры. Сопоставимые по стоимости кинокамеры Canon EOS C300, Sony PXW-FS7 и Blackmagic Design URSA 4.6K являются более предпочтительными для большинства кинооператоров. Большинство же фотографов, потенциальных владельцев 1D C, предпочитают Canon EOS-1D X.

## Отзывы
Canon EOS-1D C остался практически незамеченным для критиков и пользователей. Даже такие авторитетные ресурсы, как DXOMark и Digital Photography Review не стали проводить обзоры камеры. Американский оператор Шейн Харлбат (англ. Shane Hurlbut) совместно с режиссёром По Чан для презентации камеры на выставке NAB 2012 снял короткометражный фильм en:The Ticket. Он особо отметил наличие Canon log и высокой детализации при съёмке в 4K. Благодаря компактным размерам камеры вся съёмочная команда (два актёра, режиссёр, оператор и ассистент) поместилась в кабине колеса обозрения.
Компания Canon предоставила экземпляр камеры английскому режиссёру Филипу Блуму. Он отметил, что цена камеры завышена, однако по причине отсутствия конкурентов в 2013 году, которые могли бы сравниться по габаритам, светочувствительности, наличию 4K, отсутствию муара и алиасинга, 1D C выглядит выигрышно. Но для использования как видеокамеры не хватает функций мониторинга, гистограммы, пикинга, качественных аудиовходов, SDI-выхода.
Внештатный оператор Би-би-си Джонни Бехири (англ. Johnnie Behiri) охарактеризовал камеру с положительной стороны: «По моему мнению, это первая камера HDSLR, которая может снимать видео высокого разрешения в качестве, которое может соперничать с хорошей HD-камерой».

## Список фильмов, снятых на Canon EOS-1D C
| Год  | Русское название | Оригинальное название | Режиссёр | Оператор       | Примечание |
| ---- | ---------------- | --------------------- | -------- | -------------- | --- |
| 2014 | Кто там          | Knock Knock           | Элай Рот | Антонио Куэрча | Съёмка велась на 1D C с объективами Zeiss Compact Primes 35, 50, и 85 мм; Canon Cinema EOS 24, 100 и 135 мм; Canon L фикс-объективы. Аксессуары: Zacuto Z-Finder, рекордер Blackmagic HDMI to SDI |
| 2012 | Билет            | en:The Ticket         | По Чан   | Шейн Хёрлбат   | Съёмка велась на 1D C с объективами Canon Cinema EOS 24 мм T1.5, 85 мм T1.3; Canon EF 14 мм f/2.8L USM, EF 24 мм f/1.4L USM, EF 400 мм f/2.8L IS USM                                              |

## Награды
Canon EOS-1D C стал лауреатом премии TIPA (Technical Image Press Association) в номинации «лучшая цифровая зеркальная камера для видео» (Best Video DSLR, 2013).

## Обновления прошивки
Откат к предыдущим версиям прошивки официально невозможен. Особенностью версий официальных прошивок является то, что их невозможно скачать с официального сайта. Для обновления требуется сдать камеру в сервисный центр. В первых версиях прошивки был доступен режим съёмки 4096 × 2160 24p, затем Canon в прошивке версии 1.2.0 добавили 4096 × 2160 25p.
| Дата выхода | Версия | Исправления |
| ----------- | ------ | --- |
| 2015-09-17  | 1.4.0  | Исправлена неполадка, которая возникает, когда для элемента меню «Нажатие кнопки спуска затвора наполовину», настроенного в разделе «C.Fn5: Управление» > «Меню назначения элементов управления», задан только запуск замера экспозиции; в зависимости от времени нажатия наполовину на кнопку спуска затвора это может вызвать автофокусировку. |
| 2015-12-03  | 1.3.9  | Улучшена управляемость автофокусировкой при съемке в режиме Live View с использованием широкоугольного объектива (фиксированное фокусное расстояние или зум). Исправлена неполадка, при которой съемка с длительной выдержкой (несколько минут) приводит к появлению вертикальных полос на правом краю снятых изображений (фотографий). Исправлена неполадка, при которой брекетинг автоэкспозиции (AEB) может не выполняться должным образом во режиме серийной съемки и при значениях выдержки, превышающих 1 секунду. Улучшена надежность механизма управления для автоматической настройки стиля изображения. Исправлена неполадка, при которой индикатор электронного уровня работает некорректно. Исправлена неполадка, при которой данные цветового пространства, выбранные в разделе «Пользовательский режим съемки (C1-C3)» при использовании функции «Сохранение и чтение настроек камеры», не сохраняются. Исправлены некоторые неправильные обозначения в меню на английском и русском языках. |
| 2014-06-05  | 1.3.5  | Исправлена неполадка линейного аудиовхода, которая возникает у некоторых EOS-1D C с установленной прошивкой версии 1.3.4 и в серийном номере которых шестая слева цифра «1», «2» или «3». |
| 2014-06-05  | 1.2.0  | Добавлена запись 4096 × 2160 25p (для PAL-режима). A function to disable the image size selection button has been added. Fixes a phenomenon in which a difference in exposure appears on every other shot when shooting continuously and the auto-lighting optimizer is turned on (on weak, standard or strong). Fixes a phenomenon in which video recorded onto an external recorder sometimes becomes two-layered if it has been recorded through HDMI output. The video frame rate now displays two additional decimal places, e.g. 24p -> 23.98p (fps). Fixes a phenomenon in which the on-screen guidance cannot be fully displayed when setting the maximum limit value for the «Auto ISO Range» option. Corrects errors in the Portuguese language menu. This cannot be displayed on units for Japan. |

### Magic Lantern
Прошивка Magic Lantern недоступна для Canon EOS-1D C, как и для Canon EOS-1D X.